# San José de Guaribe (municipalité)
Pour les articles homonymes, voir San José de Guaribe.
San José de Guaribe est l'une des quinze municipalités de l'État de Guárico au Venezuela. Son chef-lieu est San José de Guaribe. En 2011, la population s'élève à 11 426 habitants.

## Géographie

### Subdivisions
La municipalité est constituée d'une seule paroisse civile avec, à sa tête, sa capitale (entre parenthèses) : 
- San José de Guaribe (San José de Guaribe).